# Morin-Heights
Morin-Heights è un comune del Canada, situato nella provincia del Québec, nella regione di Laurentides.